# 东安发动机
东安发动机有限公司，位于黑龙江省哈尔滨市平房区保国大街51号，是中国航空工业集团的航空发动机制造骨干企业。

## 历史
创建于1948年，是隶属于航空航天工部的大型国营企业。“一五”期间156项重点建设工程之一。制造涡桨5系列航空发动机。
1996年8月，与日本、马来西亚合资设立哈尔滨东安汽车发动机制造有限公司，生产汽油发动机和自动变速器。